# Diecezja Biella
Diecezja Biella (łac. Diœcesis Bugellensis) – diecezja Kościoła rzymskokatolickiego w północnych Włoszech, a ściślej w Piemoncie. Należy do metropolii Vercelli. Została erygowana 1 czerwca 1772 roku. Prawie wszystkie parafie diecezji znajdują się na terenie świeckiej prowincji Biella. Jedynym wyjątkiem jest parafia w Carisio, położona w prowincji Vercelli.

## Główne świątynie
- Katedra: Katedra Wniebowzięcia NMP w Bielli
- Bazylika mniejsza: Sanktuarium w Oropie

## Biskupi diecezjalni
- Giulio Cesare Viancini (1772–1796)
- Giovanni Battista Canaveri CO (1797–1803)
- Bernardino Bollati OFMObs. (1818–1828)
- Placido Maria Tadini OCD (1829–1832)
- Giovanni Pietro Losana (1833–1873)
- Basilio Leto (1873–1885)
- Domenico Cumino (1886–1901)
- Giuseppe Gamba (1901–1906)
- Giovanni Andrea Masera (1906–1912)
- Natale Serafino (1912–1917)
- Giovanni Garigliano (1917–1936)
- Carlo Rossi (1936–1972)
- Vittorio Piola (1972–1986)
- Massimo Giustetti (1986–2001)
- Gabriele Mana (2001–2018)
- Roberto Farinella (od 2018)